# Krananda lucidaria
Krananda lucidaria är en fjärilsart som beskrevs av John Henry Leech 1897. Krananda lucidaria ingår i släktet Krananda och familjen mätare. Inga underarter finns listade i Catalogue of Life.